# Eragrostis atrovirens
Eragrostis atrovirens är en gräsart som först beskrevs av René Louiche Desfontaines, och fick sitt nu gällande namn av Carl Bernhard von Trinius och Ernst Gottlieb von Steudel. Eragrostis atrovirens ingår i släktet kärleksgrässläktet, och familjen gräs. Inga underarter finns listade i Catalogue of Life.